# Лунин, Виктор Алексеевич
Ви́ктор Алексе́евич Лу́нин (6 [18] ноября 1838, Екатеринослав, Российская империя — после 1914) — военный врач, лубочный писатель. Автор ряда учебных пособий по медицине, исторических очерков и произведений других жанров (более 150 книг).

## Биография
Родился в Екатеринославе (ныне — Днепропетровск) 6 [18] ноября 1838 года. Сын штаб-лекаря. В 1864 году окончил Медико-хирургическую академию в Петербурге, после чего, поступил на военную службу врачом.

## Литературная деятельность
Написал ряд учебных и ознакомительных пособий по медицине. По выходе в отставку, в 1887 году, опубликовал уголовный роман «Купленный выстрел, или Шайка отравителей». После этого ему стали поступать заказы от «народных» издателей и книгопродавцов Е. А. Губанова и Е. И. Коноваловой. Лунин продолжил издавать книги разных жанров (исторические очерки и повести, обработки сказок и др.) и вскоре стал одним из самых плодовитых и известных лубочных писателей, наряду с такими как И. С. Ивин, М. Е. Евстигнеев и К. К. Голохвастов.
Кроме военно-исторической темы Лунин в своих сочинениях затрагивает быт различных социальных слоёв общества (крестьянского, купеческого, чиновничьего, помещичьего, дворянского и др.), включая дореформенную эпоху. В трудах Лунина прослеживается явное сочувствие к представителям социальных низов, а также убеждение, что «трудолюбие, вера в Бога и покорность судьбе всегда вознаграждаются, а неправедная жизнь ведёт к плохому концу». Лунин также писал и на малороссийском (украинском) языке.

## Избранная библиография
- Невольничество у азиатов. Рассказ старого моряка. — М., 1895. — 108 с.
- На Руси тысячу лет тому назад. — М., 1897. — 32 с.
- Старостиха Василиса. Рассказ из времён войны с французами в 1812 г. — М., 1897. — 32 с.
- Осада Троице-Сергиевой лавры поляками в 1608 г. — М., 1897. — 32 с.
- Битвы князя Скопина-Шуйского с поляками в 1609 и 1610 годах. — М., 1898 — 36 с.
- Ермак — покоритель Сибири. — М., 1898. — 36 с.
- Изменник Мазепа, гетман Малороссии. — М., 1898 — 36 с.
- Кавалерист-девица. — М., 1898. — 36 с.
- Осада Севастополя в 1854 и 1855 годах. — М., 1898. — 36 с.
- Подвиг рядового Архипа Осипова. — М., 1898. — 36 с.
- Чужое добро в прок нейдёт, или Небесная кара. — М., 1898. — 107 с.
- Знаменитый русский герой Михаил Дмитриевич Скобелев, белый генерал. — М., 1899. — 108 с.
- Гроза Кавказа казак Яков Петрович Бакланов и его битвы с Шамилём. — М., 1899. — 107 с.
- Штурм турецкой крепости Карса в минувшую войну 1877-78 гг. — М., 1899. — 36 с.
- Граф Александр Васильевич Суворов, знаменитый герой русский. — М., 1900. — 33 с. — ISBN 978-5-458-09029-2
- Русско-турецкая война 1877-78 гг. — М., 1900. — 296 с. — ISBN 978-5-458-09235-7
- В плену у шведов, или Осада крепости Выборга. — М., 1901. — 96 с.
- В лесах дремучих // в 2 частях. — М., 1903. —192 с.
- Новгородская вольница, или Башня смерти. М., — 1903. — 191 с.
- Тяжёлые времена, или Тайная канцелярия Бирона. — М., 1903. — 108 с.
- Малютка. М., — 1895. — 108 с.
- Брак по расчету. — М., 1897. — 107 с.
- Маша сирота, или Трегубый волокита. — Киев, 1901. — 108 с.
- Семейный раздел, или от богатства да по миру. — М., 1909 — 24 с.
- Бегство Наполеона из России в 1912 году. — М., 1897. — 31 с.
- Солдат Яшка, красная рубашка, синие ластовицы. — М., 1914. — 96 с.
- Граф Суворов-Рымникский, великий русский герой. — М., 1914. — 108 с. — ISBN 978-5-458-10497-5